# Antiblemma leucomochla
Antiblemma leucomochla är en fjärilsart som beskrevs av George Francis Hampson 1924. Antiblemma leucomochla ingår i släktet Antiblemma och familjen nattflyn. Inga underarter finns listade i Catalogue of Life.